# Необуздано сърце
Необуздано сърце (на испански: Corazon indomable) е мексиканска теленовела, режисирана от Виктор Мануел Фульо и Виктор Родригес и продуцирана от Натали Лартио Нику за Телевиса през 2013 г. Либретото, написано от Карлос Ромеро, е базирано на радионовелата La indomable, създадена от Инес Родена.
В главните роли са Ана Бренда Контрерас и Даниел Аренас, а в отрицателните – Елисабет Алварес, Рене Стриклер, Росио Банкелс, Ингрид Марц, Карлос де ла Мота, Хуан Анхел Еспарса, Исадора Гонсалес, Брандон Пениче и Карлос Камара мл. Специално участие вземат Ана Патрисия Рохо, Мануел Ландета, Сесар Евора, първият актьор Игнасио Лопес Тарсо, Марина Марин, Арлет Теран и първата актриса Мария Елена Веласко.

## Сюжет
Марикрус Оливарес е красива, бедна и неграмотна млада жена, която живее с дон Рамиро, нейния дядо по майчина линия, и Соледад, глухата ѝ сестра, която Рамиро намира още като бебе. Марикрус пренебрегва, че истинското ѝ име е Мария Алехандра Мендоса Оливарес и че е дъщеря на милионера Алехандро Мендоса.
От друга страна имаме братята Мигел и Октавио Нарвае, чието ранчо е ипотекирано поради лошото управление на Мигел. Октавио пристига в ранчото, след като губи работата си, за да се опита да продаде земята, или поне тази част, която с право му се полага. Мигел не иска да продаде своя дял, тъй като без ранчото той и съпругата му, Лусия, ще останат без дом. Когато Октавио пристига в ранчото, той открива, че Еусебио, управителят на имота, малтретира Марикрус, тъй като се е опитала да открадне плодове от хасиендата. Октавио, като се има предвид ситуацията, защитава и предпазва Марикрус. От този ден той е запленен от красотата ѝ. Младият мъж се изразява открито срещу злото, с което Лусия, снаха му, се отнася към Марикрус. Лусия презира Марикрус заради социалните им различия. Ето защо, за да ѝ даде урок, Октавио решава да се ожени за скромната млада жена. Естер, братовчедката на Лусия, ѝ помага в тормоза над Марикрус. Марикрус получава най-големите унижения, но не се оставя и поставя на мястото си всеки, който я унижава.
Октавио получава предложение за работа като пилот в друга държава, която приема поради несъстоятелността, причинена от брат му. Но той не може да вземе Марикрус, затова решава да отиде сам, за да купи „малката къща“, която обещава на Марикрус. Но преди да си тръгне, той нарежда на Мигел да даде на Марикрус дяла от имота, който му се полага, а Мигел обащава да го направи. Въпреки това, Лусия поставя капан на Марикрус – принуждава младата жена да извади огърлица от кална локва със зъби, уверявайки я, че е принадлежала на майката на Октавио. След като се подлага на това унижение, Марикрус е обвинена от Лусия несправедливо, че е откраднала бижуто. Полицията я арестува. При нея в затвора ходят единствено дядо ѝ и Солита, които ѝ дават сили да продължи напред. През същото време, Октавио не знае за случилите се събития в дома си и изпраща пари и писма, които никога не достигат до Марикрус. Въпреки доброто си сърце, Марикрус се изпълва с омраза и негодувание срещу семейство Нарваес.
Когато Марикрус излиза от затвора, открива, че в къщата на дядо ѝ има огромен пожар, причинен от Еусебио, който е изнасилил Соледад и убил дон Рамиро. Това, което не знае Марикрус, е, че всичко е по заповед на Лусия. Младата жена отива в столицата със сестра си Соледад и двете започват работа като камериерки в къщата на баща ѝ Алехандро, макар че никой от тримата не подозира за връзката, която ги обединява.
Алехандро я прави дама от обществото и ѝ поверява управлението на бизнеса си, включително корабното казино, разположено в Исла Дорада. Марикрус трябва да се изправи пред Карола и Раиса, елегантни и амбициозни сестри, които живеят от богатството на Алехандро.
Тобиас, икономът на Алехандро, открива, че истинското име на Марикрус е Мария Алехандра Мендоса Оливарес. Алехандро е болен от сърце и решава да не ѝ признае истината за нейния произход, макар че Марикрус е разбрала, че той е баща ѝ.
По-късно, Мигел съобщава на брат си, че Марикрус е изчезнала след смъртта на дядо ѝ. Октавио пристига в корабното казино, за да се забавлява, но не може да забрави съпругата си. Това, което не си представя, е, че елегантната Алехандра Мендоса, собственичката на казиното, всъщност е съпругата му. Октавио започва връзка с нея, впечатлен от голямата прилика, която има с жена му. Малко по-късно, Марикрус забременява от съпруга си, но го пази в тайна и ражда красиво момиче. Скоро Алехандро се влошава и Марикрус решава да му признае, че е негова дъщеря, а малко след това Алехандро умира.
Марикрус продължава да играе с двойната си самоличност, докато Октавио си признава, че съжалява за това, че е изоставил съпругата си. Марикрус натрупва голямо състояние, с което купува имота на Нарваес, а също така и изпълнява голямото си желание да си отмъсти за униженията, на които е била подложена.

## Актьори
- Ана Бренда Контрерас – Марикрус Оливарес де Нарваес / Мария Алехандра Мендоса Оливарес де Нарваес
- Даниел Аренас – Октавио Нарваес
- Елисабет Алварес – Лусия Браво де Нарваес
- Рене Стриклер – Мигел Нарваес
- Сесар Евора – Алехандро Мендоса Касавиеха
- Серхио Гойри – Алваро Сифуентес
- Мария Елена Веласко – Мария Николаса Крус
- Росио Банкелс – Карола Кансеко
- Мануел Ландета – Теобалдо
- Ана Патрисия Рохо – Раиса Кансеко
- Алехандро Томаси – Бартоломе Монтенегро
- Карлос де ла Мота – Емир Карим
- Исадора Гонсалес – Симона Ирасабал
- Ингрид Марц – Дорис Монтенегро
- Карлос Камаса мл. – Еусебио Бермудес / Насарио Бермудес
- Игнасио Лопес Тарсо – Дон Рамиро Оливарес
- Хосе Карлос Руис – Отец Хулиан
- Силвия Манрикес – Клементина Антунес де Дел Олмо
- Арлет Теран – Наташа Фуентес
- Хуан Анхел Еспарса – Хосе Антонио Гарсия
- Елисабет Валдес – Естер Браво де Гарсия
- Габи Меядо – Соледад "Солита" Оливарес
- Брандон Пениче – Алфонсо Дел Олмо Антунес
- Луис Урибе – Мохамед
- Юлияна Пениче – Офелия
- Марина Марин – Санта
- Рикардо Франсо – Едуардо Кирога
- Мишел Рамалия – Арасели
- Аурора Клавел – Серафина
- Рафаел Амадор – Тобияс
- Моисес Суарес – Суарес
- Тоньо Инфанте – Моралес
- Долорес Саломон – Томасита
- Ребека Манрикес – Нилда
- Антонио Фортиер – Антонио
- Джесика Дакоте – Хуана
- Херардо Артуро – Педро "Перико" Перес
- Мария Горети – Клоринда
- Найлеа Цахид – Лина
- Луис Хаир – Карета
- Алехандро Ескобар – Амадор
- Таня Васкес – Мариана де ла Колина
- Николас Мена – Андрес Монтенегро
- Бланка Сандек – Исабел
- Херардо Сантинес – Руснака
- Хорхе Алберто Боланьос – Инсунса
- Едуардо Касерес – Ривера
- Хорхе Ортин – Варгас
- Раул Маганя – Данило Палма
- Мая Мишалска – Кармела
- Ракел Панковски – Сира
- Нора Дел Агила – Тереса
- Марибел Фернандес – Доминга
- Кета Лават – Лукресия
- Алисия Енсинас – Ерминия
- Йоланда Лиевана – Леонор
- Алехандра Пениче – Магдалена
- Йоланда Сиани – Селия
- Луис Кутуриер – Франсиско Дел Олмо
- Маурисио Мехия – Хуан Хосе
- Аксел Рико – Анибал
- Алехандро Пениче – Наваро
- Марлене Калб – Мерседес
- Алехандра Роблес Хил – Лис Фалкон
- Паола Торес – Елса Сифуентес
- Игнасио Гуадалупе – Северо Ортис
- Алехандро Виели – Жак Муслим
- Мишел Рено – Аманда де ла Регера
- Габриела Карийо – Хосефина
- Рафаел Инклан – Дон Игнасио
- Оливия Колинс – Ирма де лос Сантос
- Джесика Саласар – Делия
- Хавиер Руан – Доктор
- Диего Ескалона – Мигел Нарваес Браво
- Джана Гайтан – Гуадалупе Нарваес Мендоса
- Хуан Вердуско – Абелардо
- Барбара Торес – Агрипина
- Талия Ривера – Мария
- Енрике де ла Рива – Ернан
- Мартарита ла Диоса де ла Кумбия – Себе си
- Камило Бланес – Себе си
- Марсела Паес – Моник
- Мирта Дуранго Кастро – Алондра

## Награди и номинации
| Година | Церемония                        | Категория                               | Номиниран                               | Резултат   |
| ------ | -------------------------------- | --------------------------------------- | --------------------------------------- | ---------- |
| 2013   | Награди People en Español 2013   | Най-добра теленовела                    | Натали Лартио                           | Номинирана |
| 2013   | Награди People en Español 2013   | Най-добра актриса                       | Ана Бренда Контрерас                    | Номинирана |
| 2013   | Награди People en Español 2013   | Най-добър актьор                        | Даниел Аренас                           | Номиниран  |
| 2013   | Награди People en Español 2013   | Най-добра актриса в отрицателна роля    | Елисабет Алварес                        | Номинирана |
| 2013   | Награди People en Español 2013   | Любима двойка                           | Ана Бренда Контрерас и Даниел Аренас    | Номинирани |
| 2014   | Награди TvyNovelas 2014          | Най-добра теленовела                    | Натали Лартио Нику                      | Номинирана |
| 2014   | Награди TvyNovelas 2014          | Най-добра актриса в главна роля         | Ана Бренда Контрерас                    | Номинирана |
| 2014   | Награди TvyNovelas 2014          | Най-добър актьор в главна роля          | Даниел Аренас                           | Номиниран  |
| 2014   | Награди TvyNovelas 2014          | Най-добър пръв актьор                   | Игнасио Лопес Тарсо                     | Номиниран  |
| 2014   | Награди TvyNovelas 2014          | Най-добър млад актьор                   | Рикардо Франко                          | Номиниран  |
| 2014   | Награди TvyNovelas 2014          | Най-добър актьор във второстепенна роля | Хосе Карлос Руис                        | Номиниран  |
| 2014   | Награди TvyNovelas 2014          | Най-добър сценарий или адаптация        | Тере Медина                             | Номинирана |
| 2014   | Награди TvyNovelas 2014          | Теленовела в мултиплатформа             | Натали Лартио Нику                      | Номинирана |
| 2014   | Награди Favoritos del Público    | Най-красива                             | Елисабет Валдес                         | Номинирана |
| 2014   | Награди Favoritos del Público    | Най-красив                              | Даниел Аренас                           | Печели     |
| 2014   | Награди Favoritos del Público    | Любима злодейка                         | Елисабет Алварес                        | Номинирана |
| 2014   | Награди Favoritos del Público    | Любима плесница                         | Ана Бренда Контрерас и Елисабет Алварес | Номинирана |
| 2014   | Награди Favoritos del Público    | Любима двойка                           | Ана Бренда Контрерас и Даниел Аренас    | Номинирани |
| 2014   | Награди Favoritos del Público    | Любим финал                             | Натали Лартио Нику                      | Номинирана |
| 2014   | Награди Juventud 2014            |                                         |                                         |            |
| 2014   | Момичето, което открадна съня ми | Ана Бренда Контрерас                    | Номинирана                              |            |
| 2014   | Това е страхотно!                | Даниел Аренас                           | Номиниран                               |            |

## Версии
- La indomable, венецуелска теленовела, продуцирана през 1974 г. за RCTV, с участието на Марина Баура и Елио Рубенс.
- Отмъщението, мексиканска теленовела, режисирана от Рафаел Банкелс и продуцирана от Валентин Пимстейн за Телевиса през 1977 г., с участието на Елена Рохо, Енрике Лисалде и Беатрис Шеридан.
- Маримар, мексиканска теленовела, режисирана от Беатрис Шеридан и продуцирана от Вероника Пимстейн за Телевиса, с участието на Талия, Едуардо Капетийо и Шантал Андере.
- Marimar, филипинска теленовела от 2007 г., с участието на Мариан Ривера и Дингдонг Дантес.
- Alma indomable, американска теленовела от 2010, с участието на Скарлет Ортис и Хосе Анхел Ямас.
- MariMar, филипинска теленовела от 2015 г., режисирана от Доминик Сапата, с участието на Мегън Юнг и Том Родригес.

## В България
Теленовелата стартира на 23 април 2014 г. по Диема Фемили и завършва на 5 декември. Ролите озвучават артистите: Лина Златева, Яница Митева, Таня Димитрова, Александър Митрев, Васил Бинев и Здравко Методиев. Преводач е Силвия Илиева, а тонрежисьор – Стефан Дучев. Режисьор на дублажа е Димитър Кръстев.